# Sabina Pirckheimer
Sabina Pirckheimer, auch Sabina Pirkheimer, (* 1481; † 22. Dezember 1529) war eine deutsche Benediktinerin.
Pirckheimer war eine Tochter von Johannes Pirckheimer. Die Äbtissinnen des Nürnberger Klaraklosters Caritas und Clara waren ihre Schwestern, der Humanist und Ratsherr Willibald Pirckheimer ihr Bruder.
Pirckheimer wuchs in Nürnberg auf. Wie ihre Schwester Euphemia trat sie in das Benediktinerinnenkloster Bergen bei Neuburg an der Donau ein.
Am 29. Juli 1521 wurde sie zur Äbtissin gewählt und am 7. August 1521 bestätigt. Ihre Äbtissinnenweihe fand am 11. Mai 1522 statt. Sie starb 1529 und wurde im Kreuzgang von Kloster Bergen begraben.